# Эйснер, Владимир Эвальдович
Влади́мир Э́вальдович Э́йснер (род. 2 декабря 1955 года, Молотов, СССР) — советский и российский кинорежиссёр-документалист, сценарист, продюсер, автор более 50 фильмов. Лауреат многих российских и международных фестивалей документального кино. Заслуженный деятель искусств Российской Федерации (2006), лауреат Государственной премии Российской Федерации (2001). Почётный житель г. Новосибирска  

## Биография
Родился в Перми, его отец, репрессированный крымский немец, работал в пермских шахтах. Мать — родом из Поволжья, через несколько месяцев после рождения сына семья переехала в Алтайский край. Детство провёл в алтайском селе Тюменцево, здесь же после окончания школы работал фотокорреспондентом для газеты «Вперёд». Поступил в Новосибирское театральное училище, отслужил в армии. Окончив училище, был распределён в Омский областной театр юных зрителей, но едва начав актёром, уехал поступать во ВГИК на режиссёра. 
В 1985 году с отличием окончил документальную мастерскую Екатерины Вермишевой и стал работать на Восточно-Сибирской студии кинохроники в Иркутске. С начала 1990-х годов начал сотрудничество с Западно-Сибирской киностудией, а в 1994 году, окончательно перебравшись в Новосибирск, вместе с Евгением Корзуном, оператором, основал там независимую киностудию «Азия-фильм».
Имеет призы международных кинофестивалей в Лейпциге, Кракове, Ньоне, Оберхаузене, Клермон-Ферране, Сан-Себастьяне, а также высшие награды «Золотого Витязя» в России. Был членом жюри кинофестивалей. 
Автор цикла видеофильмов «Архимедов рычаг» для телеканала «Культура»: «Земля и небо», «Школа Бороздина», «Зеркала Козырева», «Экспромт», «Точка опоры».
Член Союза кинематографистов Российской Федерации, член Академии искусств «Ника».

## Фильмография
Режиссёр
- 1985 — Ищу и нахожу
- 1986 — Александр Вампилов
- 1986 — Из театральной жизни Семёна Станиславского
- 1986 — Семь Симеонов
- 1988 — Маршал Блюхер
- 1989 — Жили-были семь Симеонов… По следам всем известной трагедии (совместно с Г. Франком)[14]
- 1989 — Полный вперёд!
- 1990 — Молитва (совместно с Г. Франком)
- 1992 — Тихая обитель[15]
- 1994 — Актриса
- 1994 — Вдали от шума городского[16]
- 1994 — Кораль
- 1994 — Утром — лето, вечером — зима
- 1996 — Рыбацкое счастье
- 1997 — Сибирская глубинка
- 1998 — И жизнь, и слёзы, и любовь…
- 1999 — Четвёртое измерение
- 2000 — Казачья доля
- 2000 — Моё Левобережье
- 2002 — Последний срок
- 2003 — Летние дожди
- 2003 — Новосибирск. Продолжение биографии
- 2004 — Про тех, кто курит, пьёт и матерится
- 2005 — Земля предков
- 2005 — Чёрный кот и другие…
- 2006 — Другая жизнь
- 2009 — Артист Голышев
- 2010 — В том саду при долине
- 2011 — На отшибе
- 2012 — Дети военного времени
- 2014 — Русские немцы
- 2017 — Хроники смутного времени
- 2019 — Ригерт
- 2020 — Соль
- 2021 — После потопа
- 2021 — Горячий лёд

Сценарист
- 1989 — Жили-были семь Симеонов… По следам всем известной трагедии (совместно с Г. Франком)
- 2014 — Русские немцы
- 2017 — Хроники смутного времени
- 2020 — Соль
- 2021 — После потопа

## Награды и премии
- приз «Серебряный дракон» Международного кинофестиваля в Кракове (1986) за фильм «Семь Симеонов»[17];
- приз «Золотой голубь» в Лейпциге, гран-при в Париже, призы в Испании и Японии за фильм «Жили-были семь Симеонов…»[источник не указан 1069 дней].
- главный приз «Золотой краб» Международного кинофестиваля «Человек и море» (Япония) за фильм «Рыбацкое счастье» (1996)[13];
- Государственная премия Российской Федерации в области литературы и искусства 2000 года (6 июня 2001) — за документальные фильмы «Рыбацкое счастье», «Четвёртое измерение», «Казачья доля»[18];
- заслуженный деятель искусств Российской Федерации (1 августа 2006) — за заслуги в области искусства[19];
- гран-при фестиваля «КрымДок» (2019) за фильм «Хроники смутного времени» (2017)[20];
- приз «Лучший сценарий» и «За лучший монтаж» МКФ KISFF-2019 за фильм «Ригерт»[21];
- орден Дружбы (20 января 2022) — за большой вклад в развитие отечественной культуры и искусства, многолетнюю плодотворную деятельность[22].

## Отзывы современников
Ему дан поразительный дар неожиданного взгляда на привычное. Как правило он видит то, чего не смогли увидеть другие. Поэтому фильмы его получаются неожиданными и… неопровержимо достоверными. Поиск правдоподобного отражения ритма и смысла жизни, может быть, самое главное в его работе. <…> Смысл этот открывается ему с той степенью достоверности и глубины, которую в состоянии осмыслить и донести до зрителя только очень талантливый и очень сострадающий жизни человек.
— Александр Косенков, «Созидатели» 2003

## Комментарии
1. ↑  Коллега Эйснера Валерий Хоменко описывает студию «Азия-фильм» в своей неизданной книге «Кинематографическая Атлантида»: 

В полуподвале жилого дома оборудовали каморку, где поместился монтажный стол, аппарат для копирования магнитных записей, склад плёночных банок и прочего. А всё это тянет за собой десятки мелочей: пресс, скотч для склеек, бобышки, синхронизаторы, стеклографы, запасные лампы, метромер[10].
.